# Per Gripenwaldt
Per Larsson Gripenwaldt, före adlandet 1675 Greiff, född 1 maj 1617, död 1 februari 1676 i Uddevalla, var en svensk militär.

## Biografi
Per Gripenwaldt föddes 1617. Han var son till ryttmästaren Laurentius Greiff. Gripenwaldt blev 1633 student vid Uppsala universitet och arbetade från 1636 som häradsskrivare i Östergötland. Han blev 1640 anställd vid landskontoret i Östergötland och 1642 anställd i Lennart Torstensons fältkansli i Tyskland. Gripenwaldt blev 1643 artilleriskrivare i Stralsund, 1645 räntmästare och proviantmästare i Greifswald och från 1653 till 1660 i Göteborg. Han var under även från 1657 krigskommissarie vid Svenska armén mot norska gränsen. Han adlades 20 maj 1675 med namnet Gripenwaldt och introducerades samma år i Sveriges Riddarhus som nummer 875. Gripenwaldt blev 23 augusti 1675 överkommissarie i Bohuslän vid inkvarteringen av svenska armén. Han sköt sig med anledning av gjorda försnillningar 1 februari 1676 i Uddevalla.

### Familj
Gripenwaldt var gift med Margareta Spalding, dotter till justitiepresidenten Hans Spalding och Johanna Kenerdt. De fick tillsammans barnen överstelöjtnanten Johan Gripenwaldt (1649–1693), överstelöjtnanten Magnus Gripenwaldt (1651–1696), Anna Elisabet Gripenwaldt som var gift med generalkvartermästarelöjtnanten David Lydinghielm, generalmajoren Lars Gripenwaldt (född 1659), Maria Gripenwaldt (1663–1738) och överstelöjtnanten Hans Gripenwaldt (1666–1735).